# Alena Plášková
Alena Plášková (* 30. prosince 1949) je česká ekonomka se zaměřením na management kvality, životního prostředí a související oblasti. Je absolventka Vysoké školy ekonomické v Praze a byla dlouholetou členkou katedry managementu této VŠ. V letech 2001 až 2007 byla předsedkyní České společnosti pro jakost a návazně byla jmenována její čestnou předsedkyní.

## Studium a zaměření odborné činnosti
Vystudovala VŠE v Praze, obor Ekonomika vnitřního obchodu.

## Profesní působení, odborná, publikační a pedagogická činnost
Do roku 2019 působila jako pedagožka VŠE. Byla spoluautorkou první vedlejší specializace Manažer kvality a průkopnicí prvního akreditovaného předmětu Společenská odpovědnost organizací na vysokých školách v ČR. Od roku 1991 dosud působí v České společnosti pro jakost jako lektorka kurzů zaměřených na kvalitu a postupně také na společenskou odpovědnost a udržitelný rozvoj. Je držitelkou Ceny Anežky Žaludové za celoživotní přínos k rozvoji a aplikaci managementu kvality v ČR.  V letech 2001–2007 vykonávala funkci předsedkyně ČSJ, návazně byla jmenována čestnou předsedkyní ČSJ a jako OSVČ dále působí jako lektorka.
Je autorkou a spoluautorkou řady publikací, vysokoškolských skript, odborných článků, statí ve sbornících apod. Odborné zaměření: management kvality, environmentu a bezpečnosti práce se zřetelem na zlepšování, metody a techniky, ekonomické aspekty, měření spokojenosti zákazníků a hodnocení kvality výrobků a služeb. Držitelka certifikátu DGQ a EOQ Quality Manager a národního certifikátu Manažer CAF.

## Ocenění
- Čestná předsedkyně České společnosti pro jakost (2007)
- Cena Anežky Žaludové (2016) – čestná cena udělovaná ČSJ od roku 1998 osobám z České republiky, které se mimořádným způsobem zasloužily o rozvoj péče o kvalitu v ČR
- Cena GURU za přínos a rozvoj managementu společenské odpovědnosti v ČR (2018 – první držitelka tohoto ocenění)[4]
- Certifikát uznání (Certificate of Appreciation) Izraelské společnosti pro kvalitu (ISQ) (2016).[5]